# Шулькин, Владимир Маркович
Влади́мир Ма́ркович Шу́лькин (род. 18 апреля 1954 года, Челябинск) — советский и российский ученый-геохимик, главный научный сотрудник, руководитель лаборатории геохимии Тихоокеанского института географии ДВО РАН. Ветеран Дальневосточного отделения РАН (2002), почетный работник науки и высоких технологий Российской Федерации (2024). Кандидат геолого-минералогических наук, доктор географических наук.

## Биография
В 1976 году окончил геологический факультет Ленинградского государственного университета с присвоением квалификации «Геолог-геохимик».
С 1976 года работает в лаборатории геохимии Тихоокеанского института географии ДВНЦ АН СССР (позже ДВО РАН).
В 1981—1984 годах обучался в заочной аспирантуре Института океанологии имени П. П. Ширшова АН СССР. В 1984 году там же защитил диссертацию на соискание ученой степени кандидата геолого-минералогических наук по специальности «Геология океанов и морей».
С 1999 года — заведующий лабораторией геохимии ТИГ ДВО РАН. В 2007 году защитил диссертацию в Тихоокеанском институте географии ДВО РАН на соискание ученой степени доктора географических наук по специальности «Геоэкология».
С 2009 года — руководитель центра ландшафтной экодиагностики и ГИС-технологий ТИГ ДВО РАН.
С 2017 года — главный научный сотрудник, руководитель лаборатории геохимии ТИГ ДВО РАН.
Является членом ученого совета ТИГ ДВО РАН, сопредседателем секции физической географии, палеогеографии и геоэкологии ученого совета ТИГ ДВО РАН, международных рабочих групп по экологическим проблемам зоны р. Туманган, координатором нескольких проектов ЮНЕП (NOWPAP). Руководитель грантов РНФ и РФФИ.
Член редколлегий научных журналов «Тихоокеанская география», «Биота и среда природных территорий».

## Научная деятельность
Основные направления исследований В. М. Шулькина связаны с изучением геохимических и биогеохимических процессов в водных экосистемах рек, эстуариев и прибрежно-морских акваторий, оценкой загрязнения природных вод и компонентов водных экосистем. Принимал участие в экспедициях по изучению прибрежно-морских экосистем Курильских островов, Вьетнама, Новой Зеландии и Папуа-Новой Гвинеи.

### Научные работы
Автор более 140 научных работ.
Отдельные научные труды:
- Шулькин В. М., Кавун В. Я., Ткалин А. В., Пресли Б. Д. Влияние концентрации металлов в донных отложениях на их накопление митилидами Grenomytilus grayanus и Modiolus kurilensis // Биология моря. — 2002. — № 1. — С. 55-60.
- Шулькин В. М. Металлы в экосистемах морских мелководий. — Владивосток: Дальнаука, 2004. — 275 с.
- Шулькин В. М., Богданова Н. Н., Киселев В. И. Металлы в речных водах Приморского края // Геохимия. — 2007. — № 1. — С. 79-88.
- Шулькин В. М. Изменчивость химического состава речных вод Приморья как индикатор антропогенной нагрузки и ландшафтной структуры водосборов // Вестник ДВО РАН. — 2009. — № 4. — С. 103—114.
- Шулькин В. М., Богданова Н. Н., Перепелятников Л. В. Пространственно-временная изменчивость химического состава речных вод юга Дальнего Востока РФ // Водные ресурсы. — 2009. — № 4. — С. 428—439.

## Награды
В 1999 году награждён Почетными грамотами РАН и Профсоюза работников РАН.
В 2002 году присвоено звание Ветерана ДВО РАН.
В 2021 году награждён Почетной грамотой РАН и Благодарностью Минобрнауки РФ.
В 2024 году присвоено звание Почетного работника науки и высоких технологий РФ.